# Rembiechowa
 (mars 2025).
Si vous disposez d'ouvrages ou d'articles de référence ou si vous connaissez des sites web de qualité traitant du thème abordé ici, merci de compléter l'article en donnant les références utiles à sa vérifiabilité et en les liant à la section « Notes et références ».
Rembiechowa est une localité polonaise de la gmina d'Oksa, située dans le powiat de Jędrzejów en voïvodie de Sainte-Croix.